# Greg Costikyan
Greg Costikyan (New York, 22 luglio 1959) è un autore di giochi, autore di videogiochi e scrittore statunitense. Nel corso della sua carriera ha pubblicato quasi ogni genere di gioco, wargame a esagoni, giochi di ruolo, giochi da tavolo, giochi di carte, videogiochi, giochi online e per dispositivi mobili, vincendo diversi Origins Award.
Costikyan è un autore e relatore noto riguardo allo sviluppo, alla progettazione dei giochi e al loro ruolo nella cultura; partecipa spesso a fiere del settore, comprese la Game Developers Conference e E³, come conferenziere.. Il suo saggio I Have No Words and I Must Design è generalmente citato come un approccio concettuale alla definizione della struttura dei giochi.

## Biografia
Costikyan è nato a New York nel 1959, figlio di un avvocato. Si laurea (BS) alla Brown University nel 1982. Il 4 settembre 1986 sposa Louise Disbrow da cui ha avuto tre figlie
Dal 1976 al 1980 lavora per la Simulations Publications progettando giochi da tavolo e wargame, dopo la bancarotta di questa e la sua acquisizione da parte della TSR viene assunto dalla West End Games.
Insieme a Dan Gelber e Eric Golberg licenzia alla West End Games il gioco di ruolo Paranoia (1984), nato da una campagna masterizzata da Gelber. Il regolamento, rivisto da Ken Rolston, viene pubblicato nel 1984 e viene supportato da diversi supplementi. Dopo che la West End Games ottiene la licenza per produrre giochi basati sull'universo di Star Wars sviluppa con Doug Kaufman e altri il gioco di ruolo Guerre stellari - Il gioco di ruolo, usando come base il regolamento di Ghostbusters
Nel 1987 lascia la West End Games, apparentemente per divergenze con la direzione o per non essere riuscito a ottenere una partecipazione nell'azienda fonda insieme a Eric Goldberg la Eric Goldberg Associates, che chiuderà nel 1988, dopo aver pubblicato un gioco di ruolo e uno da tavolo basato sul film Willow.
Nel 1999 fa causa con Eric Goldberg alla West End Games per ottenere i diritti su Paranoia e nel 2000 il giudice da loro ragione. Il gioco viene licenziato alla Mongoose Publishing, che nel 2004 pubblica una nuova edizione curata da Allen Varney.. Sempre nel 1999 pubblica, sotto lo pseudonimo di "Designer X", per la Hogshead Publishing, il gioco di ruolo Violence, che critica la violenza nei giochi di ruolo fantasy parodindoli e trasferendoli in un'ambientazione moderna, in cui i personaggi si infiltrano in luochi come le case dei immigrati illegali, uccidendoli e impadronendosi dei loro averi.
Nel 2005 fonda insieme a Johnny Wilson (in precedenza curatore editoriale di Computer Gaming World) la startup editrice di videogiochi indie Manifesto Games. Ha contribuito con regolarità al defunto sito della Manifesto Games e rimane redattore capo del derivato blog di recensione di giochi Play This Thing.
Nel febbraio 2009, Costikyan ha aggiornato le regole e ripubblicato il suo gioco da tavolo di combattimento spaziale Vector 3 in formato PDF con una licenza Creative Commons in download gratuito.

### Romanzi
Come scrittore ha pubblicato alcuni romanzi fantasy e di fantascienza umoristici. Il primo è l'avventura fantasy Another Day, Another Dungeon (1991), che parodia il genere della Sword and sorcery, seguito nel 1995 dal seguito One Quest, Hold the Dragons. Sempre nel 1991 propone al provider Internet Prodigy la pubblicazione online di un romanzo da offrire ai suoi abbonati. Il risultato fu un romanzo pubblicato in 26 puntate sul barbaro Nijon, successivamente pubblicato come By the Sword: Magic of the Plains nel 1993 dalla Tor Books.
Nel 2000 pubblica il romanzo di fantascienza First Contract in cui la Terra viene conquistata economicamente da una razza aliena.

## Riconoscimenti
È stato ammesso nella Adventure Gaming Hall of Fame degli Origins Award nel 1999.
Il 7 marzo 2007 Costikyan ha ricevuto il Game Developers Choice Awards Maverick Award.

## Opere
Fonti:

### Giochi da tavolo
- Con Frank Davis, Redmond A. Simonsen. Supercharge. Simulations Publications, 1976. Wargame che simula la prima battaglia di El Alamein, la battaglia di Alam Halfa e l'Operation Supercharge.
- con Eric Goldberg, Sterling S. Hart. Armada in Strategy & Tactics numero 72. Simulations Publications, 1978. Simulazione dei primi due anni della guerra anglo-spagnola del XVI secolo.
- Con Eric Goldberg. Swords & Sorcery. Simulations Publications, 1978. Giocabile sia come wargame (uno scontro tra razze fantasy) classico, sia in modalità quest controllando singoli avventurieri.
- DeathMaze. Simulations Publications, 1979. Un gruppo di avventurieri in competizione nell'esplorare una catacomba.
- The Creature That Ate Sheboygan. Simulation Publications, 1979. Ogni giocatore controlla un mostro (Godzilla, King Kong, ecc..) con cui deve distruggere il più possibile la città di Sheboygan. Vincitore del Charles S. Roberts Award 1979 per "Best Fantasy or Science Fiction Game"[20])
- Barbarian Kings. Simulations Publications, 1980. Wargame di conquista politica e militare in un mondo fantasy.
- The Return of the Stainless Steel Rat. Simulation Publications, 1981. Gioco in solitario basato sulla serie di romanzi del Ratto d'acciaio di Harry Harrison.
- Trailblazer. Metagaming Concept, 1981. Simulazione economica in un periodo di espansione interstellare.
- Bug-Eyed Monsters. West End Games, 1983. Scenari di fantascienza basati sui film degli anni cinquanta, come Destinazione... Terra! (It cames from outer space).
- Con Doug Kaufman. Web and Starship. West End Games, 1984. Wargame strategico di fantascienza, in cui la Terra si trova al centro dell'interesse di due imperi alieni. Vincitore del Charles S. Roberts Award 1984 come "Best Science-Fiction Board Game".[21]
- con Joseph M. Balkoski, Eric Goldberg, Tony Merridy. Air Cav. West End Games, 1985. Wargame su combattimenti tra elicotteri nel periodo 1975-1990.
- Pax Britannica. Victory Games, 1985. Vincitore del Charles S. Roberts Award 1985 per "Best Pre-20th Century Game" of 1985"[22])
- Dark Emperor. Avalon Hill, 1985. Wargame ambientato in un universo invaso da un'altra dimensione.
- con John M. Ford, Doug Kaufman. Star Trek III. West End Games, 1985. Tre giochi in solitario, molto liberamente ispirati al film Star Trek III: Alla ricerca di Spock.
- Price of Freedom. West End Games, 1987. Guerra di resistenza dopo una fittizia invasione degli Stati Uniti da parte dell'Unione Sovietica. Può essere giocato sia come wargame su mappa esagonale, sia come gioco di ruolo. Furono due espansioni, sempre di Costikyan, Price of Freedom Gamemaster Pack e Your Own Private Idaho.
- The Willow Game. Tor Books, 1988. Basato sul film Willow
- Star Trek: The Adventure Game. West End Games, 1985. La Federazione dei Pianeti Uniti e l'Impero Klingon in competizione nell'esplorazione dello spazio.
- MegaCorps. Z-Man Games, 2009. Gioco da tavolo di dominio economico, ogni giocatore controlla una corporazione.

### Giochi di ruolo
- Con Warren Spector. Toon. West End Games, 1984. Gioco di ruolo umoristico basato sui cartoni animati.
- Con Dan Gelber, Eric Golberg e Ken Rolston. Paranoia. Gioco di ruolo umoristico ambientato in un futuro dispotico. Vincitore dell'Origins Award Winner 1984 per "Best Roleplaying Rules"[21])
- Guerre stellari - Il gioco di ruolo. West End Games, 1987. Gioco di ruolo basato sull'omonima saga. Vincitore dell'Origins Award 1987 per "Best Role-playing Rules"[23]
- come Designer X[24]. Violence: The Roleplaying Game of Egregious and Repulsive Bloodshed. Hogshead Publishing, 1999. Parodia cinica e umoristica delle convenzioni dei giochi di ruolo fantasy applicati in un'ambientazione moderna.

### Videogiochi
- MadMaze
- mConq
- Void Raider
- Rags2Riches
- Word Trader
- Fantasy War
- Evolution
- Reinventing America